# Knipolegus striaticeps
Knipolegus striaticeps (Узкокрылый тиранн) — вид птиц из семейства тиранновых. Слово cinereous в английском названии вида (Cinereous tyrant) описывает серо-пепельно-коричневый цвет птицы. Обитают в экорегионе Гран-Чако, где их естественной средой обитания являются субтропические и тропические сухие кустарники. Птицы предпочитают высоты до 1900 м и относятся к перелётным.

## Распространение
Распространены в Аргентине, Боливии, Бразилии и Парагвае.
Международный союз охраны природы присвоил виду охранный статус LC.